# Collateral
Collateral is een Amerikaanse drama-/thriller-/actiefilm uit 2004, geregisseerd door Michael Mann. Acteurs Tom Cruise en Jamie Foxx zetten de hoofdpersonages neer. Het scenario werd geschreven door Stuart Beattie. Foxx kreeg een Oscarnominatie voor zijn rol als taxichauffeur Max Durocher.

## Verhaal
Max is een taxichauffeur in Los Angeles. Hij is een "middelmatige" maar ambitieuze taxichauffeur met een aardig en sociaal overkomen. Zijn grote droom is ooit een luxueus limousinebedrijf op te starten. Aan zijn moeder, die in het ziekenhuis ligt, heeft hij echter wijsgemaakt dat hij al zover is. Hij wil dat zij trots op hem kan zijn, en gebruikt hiervoor dus 'een leugentje om bestwil'.
Op een dag pikt Max een officier van justitie op, waarmee hij discussieert over de af te leggen weg. Ze sluiten een weddenschap af waarbij Max gelijk krijgt. Hij wordt heimelijk verliefd op haar, en zijn vreugde en verbazing zijn dan ook groot wanneer hij op het einde van de rit haar kaartje toegestopt krijgt. Haar naam is Annie Farrell.
Vervolgens pikt Max Vincent op, die net aangekomen is op de luchthaven. Daar was te zien hoe er een transactie van een koffertje, dat Vincent nu in handen heeft, gebeurde met een onbekende man (Jason Statham). Vincent vertelt Max dat hij die nacht een aantal vrienden moet bezoeken, en maakt dan ook een verzoek Max te 'huren', dat wil zeggen een som betalen zodat Max zou blijven wachten en hem verder vervoeren nadat zijn bezoeken zijn afgerond. De som bedraagt 600$. Tijdens het eerste bezoek vraagt Vincent Max in een steegje te wachten. Plots valt er een lijk op zijn motorkap: het blijkt dat Vincent een huurmoordenaar is, die die avond nog vier andere mensen om het leven moet brengen. Het eerste slachtoffer, dat een ongelukkige val uit het raam onderging na neergeschoten te zijn, is reeds gemaakt. Nu wordt Max gegijzeld en gedwongen het parcours te vervolledigen.
Zo worden onder anderen een advocaat en een jazzmuzikant uitgeschakeld. Na deze bezoeken krijgt Max herhaaldelijk een oproep van de centrale met de boodschap dat zijn moeder zijn bezoek verwacht. Om niet te veel aandacht te trekken besluit Vincent dat het beter is haar te bezoeken, en dan het parcours te vervolledigen. In het ziekenhuis slaagt Max erin Vincents koffertje te stelen, en hij gooit het in een achtervolging van een brug. Het ding belandt op een autosnelweg en wordt vermorzeld. Vincent is uiteraard razend en dwingt Max onder zijn naam nieuwe data over de doelwitten te gaan ophalen bij zijn opdrachtgever. Aldus leren we dat Vincent een huurmoordenaar is, ingehuurd door een zekere Felix. Door middel van een aardig staaltje acteerwerk slaagt Max erin Felix te overtuigen hem de data te overhandigen.
Zo kan Vincent weer op weg, en hij schakelt een Aziaat uit in een nachtclub. Daar stoot hij echter op de FBI en de LAPD, die hem op het spoor waren gekomen bij Felix' tent. Max wordt bijna uit de klauwen van de huurmoordenaar gered, maar de redder wordt door Vincent neergeschoten. Zodoende vertrekken Max en Vincent naar het laatste doelwit.
Max heeft nu weer kunnen proeven van de vrijheid en is de wanhoop nabij. Vertrekkend vanuit het nihilisme van de koude huurmoordenaar bouwt hij een redenering op, waarop hij zich baseert om de auto te doen crashen. Ze raken beiden lichtgewond, en Vincent kruipt gauw uit de wagen om zich naar zijn volgende slachtoffer te begeven. Max ziet de laptop in de wagen liggen en ontdekt dat de officier van justitie Annie die in het begin van de film in zijn wagen stapte, het volgende en laatste doelwit is. Hij probeert haar dan ook tevergeefs te bereiken met een gsm met lege batterij.
Ondertussen is Vincent het gebouw binnengedrongen en staat op het punt de vrouw neer te schieten. Op dat moment schiet Max Vincent in het oor. De taxichauffeur en de officier van justitie vluchten het metronetwerk in, maar Vincent geeft zich nog niet gewonnen: hij komt op dezelfde metro terecht als het duo. Na een lange zoektocht schiet Vincent vanop een afstand door een raam, maar mist. Hij bezwijkt aan zijn verwondingen. Max en Annie verdwijnen in het verkeersgewoel.

## Rolverdeling
- Vincent: Tom Cruise
- Max Durocher: Jamie Foxx
- Annie Farrell: Jada Pinkett Smith
- Det. Ray Fanning: Mark Ruffalo
- Felix Reyes-Torrena: Javier Bardem
- Verkeersagent: Richard T. Jones
- man op het vliegveld : Jason Statham